# James Duggan
James Duggan (ur. 22 maja 1825 w Maynooth w Irlandii, zm. 27 marca 1899 w Saint Louis, Missouri) – amerykański duchowny katolicki pochodzenia irlandzkiego, biskup Chicago w latach 1859-1880.

## Życiorys
Pochodził z hrabstwa Kildare. Do USA wyjechał w 1842 na zaproszenie abp. Petera Kenricka z St. Louis, który poszukiwał młodych ludzi do pracy duszpasterskiej w jego rozległej archidiecezji. Ukończył seminarium duchowne w Cape Girardeau i dnia 29 maja 1842 otrzymał święcenia kapłańskie. W roku 1854 mianowany wikariuszem generalnym archidiecezji i tymczasowym administratorem diecezji Chicago w okresie sede vacante.
9 stycznia 1857 otrzymał nominację na biskupa koadiutora abp. Kenricka. Od czerwca 1858 po raz drugi zarządzał tymczasowo diecezją Chicago. 21 stycznia 1859 mianowany został ostatecznie ordynariuszem tej diecezji. Jego rządy przypadły na trudne czasy kryzysu finansowego, wojny domowej i konfliktów narodowościowych między katolikami chicagowskimi. Mimo to lata 60. XIX w. określano jako nowa erę w życiu Kościoła chicagowskiego. Zorganizowana została sieć szkół parafialnych i powołano do życia wiele instytucji charytatywnych. Bp Duggan był ceniony i bardzo popularny wśród ludności Chicago.
W roku 1866 brał udział w II Synodzie Plenarnym w Baltimore. W tym czasie zaobserwowano jego pogarszające się zdrowie psychiczne (rozdrażnienie, niekonsekwencja w działaniach, objawy stresu). Za radą swych najbliższych współpracowników udał się na odpoczynek, lecz wysiłki dla poratowania zdrowia okazały się daremne. Choroba umysłowa pogłębiała się, co ostatecznie doprowadziło do odsunięcia go od rządów diecezją w dniu 14 kwietnia 1869 roku. Zamknięty został w sanatorium w Saint Louis prowadzonym przez Siostry Miłosierdzia. Oficjalna rezygnacja i mianowanie następcy nastąpiło dopiero dziesięć lat później 10 września 1880 roku. Bp. Duggan zmarł w sanatorium w roku 1899 nigdy nie odzyskawszy władz umysłowych. Pochowany został w Evanston. Dopiero w roku 2001 ciało przeniesiono do mauzoleum Mount Carmel Cementry w Hillside, gdzie spoczywają pozostali biskupi i arcybiskupi chicagowscy.